# AGM-84E防區外對地攻擊飛彈

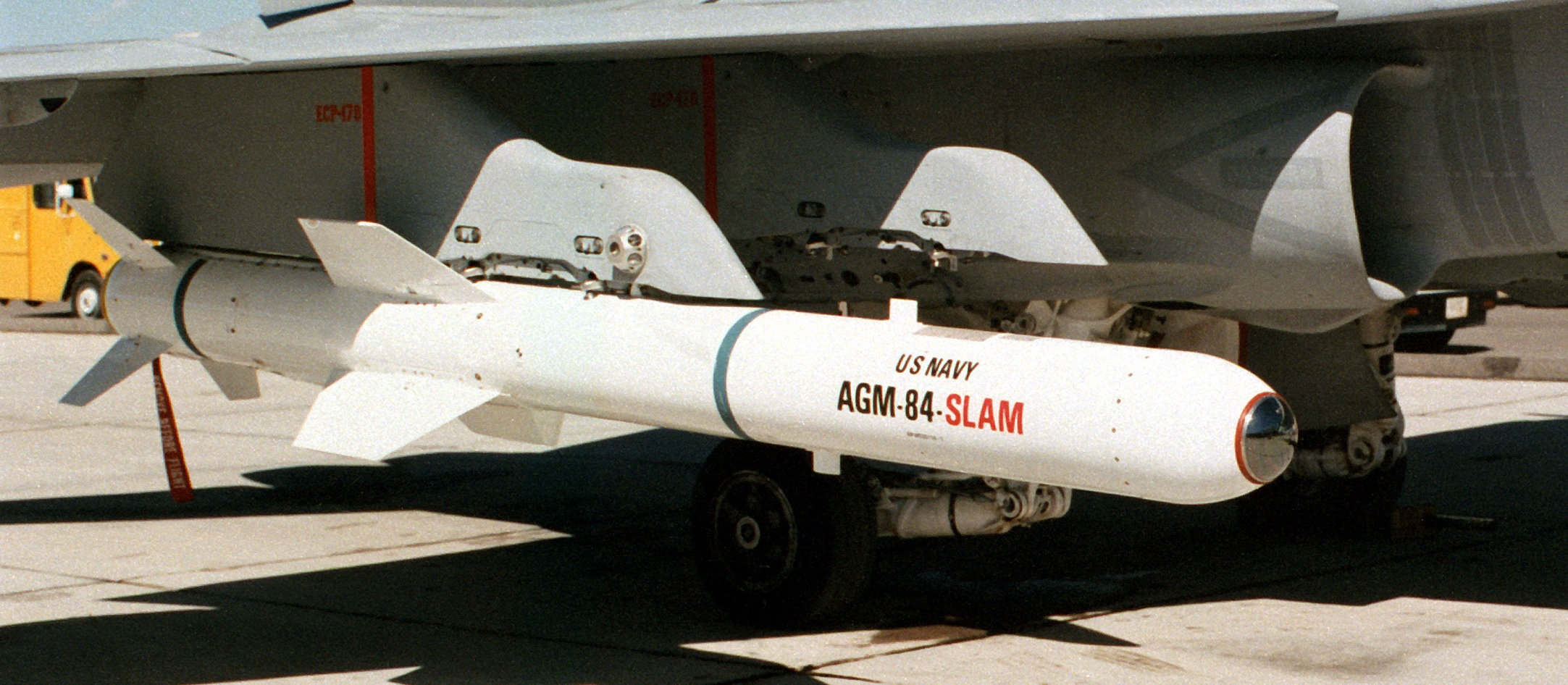
F/A-18C/D黃蜂式戰鬥攻擊機裝備一枚AGM-84E防區外對地攻擊飛彈訓練彈。

AGM-84E防区外对地攻击导弹(英語:AGM-84E Standoff Land Attack Missile，SLAM)是由麦克唐纳-道格拉斯公司基于AGM-84魚叉反艦飛彈开发而成的一种亚音速、超视距空射巡航导弹，SLAM 有全天候、昼夜精确攻擊静止的高价值目标以及港口内停泊的艦船的能力。

## 设计
SLAM使用鱼叉反艦导弹的彈體、推進系統與戰鬥部，制导系統改用AGM-62 鼓眼魚的红外线热成像导引头和AGM-65D的数据链，並加裝全球定位系统接收器。  SLAM使用惯性导航系统、全球定位系统 (GPS) 制导、並以紅外線導引進行末端制导。 它还可以由携带AN/AWW-9B和AN/AWW-13数据链吊舱的飞机进行制导。 然而，该导弹无法避开地形，这意味着要攻击目标，导弹的路径上必须没有任何障碍物。 

## 海湾战争中的部署
在SLAM正式测试前，有 5 枚 SLAM 导弹被约翰·肯尼迪号航空母舰（CV-67)帶到戰區。 三枚 SLAM 导弹在海湾战争中成功攻擊伊拉克目标。这些攻擊均由肯尼迪号航空母舰上搭載的VA-75中队的A-6E SWIP 入侵者攻击机执行。
1991 年 1 月 18 日，一架 A-6E SWIP 入侵者发射了两枚SLAM攻擊了巴格达北部底格里斯河上的一座水电站的发电站和涡轮机。  该水电站受到攻擊是因为它为生产用于铀浓缩的黄饼的卡伊姆磷酸盐化肥厂提供能量。 在這次攻擊中SLAM 导弹由VA-72的A-7E海盜二式攻擊機通过数据链吊舱进行制导。    
18 日晚,A-6E SWIP 入侵者使用SLAM导弹瘫痪了卡伊姆附近一座大坝。 

## 1990 年代及退役
SLAM 于 1991 年 6 月 28 日正式获准全面生产。 
在拒绝飞行行动和慎重武力行动期间，美國海軍使用SLAM空襲波斯尼亞境內的目標。1999 年 2 月，美國海軍测试了 SLAM 只用GPS导引攻擊目標的模式。在測試中，一架VFA-151的F/A-18C 成功用SLAM攻擊一辆位于圣尼古拉斯岛的模拟SA-10雷达车。  
2000 年，SLAM 被AGM-84H SLAM-ER 取代，后者拥有许多新功能，包括更强的目标穿透能力，以及比老式 AGM-84E SLAM 高接近一倍的射程。 